# Felice Romani
Felice Romani (Genova, 1788. január 31. — Moneglia, 1865. január 28.) olasz költő és librettista.

## Élete
Pisában és Genovában folytatott jogi és irodalmi tanulmányokat. A Genovai Egyetemen francia irodalmi műveket fordított, és elkészített egy hatkötetes mitológiai és ókori szótárt. Mindez szövegkönyveiben is visszaköszön, hiszen azok legtöbbje francia irodalmi forráson alapul, vagy mitológiai témákat dolgoz fel. Miután nem sikerült állást szereznie Genovában, bejárta Franciaországot, Spanyolországot és Görögországot. 1812-ben vagy 1813-ban tért vissza Milánóba, ahol megismerkedett az ottani zenei és irodalmi élet vezéregyéniségeivel. Bécsbe hívták udvari költőnek, ám ő visszautasította a felkérést, és barátai tanácsára szövegkönyvek írásával kezdett el foglalkozni.
Simon Mayr számára írt két szövegkönyvet, s az operák sikerének köszönhetően a La Scala alkalmazta mint librettistát. Sikereinek köszönhetően hamarosan a legismertebb és legfoglalkoztatottabb olasz szövegkönyvíróvá vált (közel száz librettó fűződik nevéhez). Francia ismeretei ellenére nem vállalt munkát Párizsban.
Munkásságának jellemző vonása az volt, hogy soha sem talált ki új történetet, hanem mindig a párizsi színházak aktuális sikereit dolgozta át. Szerzői jogi szempontból nézve ez többször is rossz megoldásnak bizonyult. Például a Gaetano Donizetti számára írt, Victor Hugo művén alapuló Lucrezia Borgia párizsi előadásait a szerző kérésére betiltották, s csak azután mutatták be, hogy Romani átírta a szövegkönyvet, megváltoztatva a helyszíneket és szereplőket. Szoros barátságot ápolt Vincenzo Bellinivel, aki szinte kizárólag vele íratta librettóit.
Az említetteken kívül kor olyan legnevesebb operaszerzőivel dolgozott együtt, mint Gioachino Rossini, Saverio Mercadante, Francesco Morlacchi, Giovanni Pacini és Giacomo Meyerbeer.
1834-től a Gazzetta Ufficiale Piemontese című újságban jelentetett meg irodalmi kritikákat. Verseskötete 1841-ben jelent meg.

## Magyarul
- Bellini Vincze: Az ismeretlen nő. Regényes daljáték; szöveg Romani, ford. Szerdahelyi József; Werfer Ny., Kassa, 1837
- Bellini: Beatrice di Tenda. Daljáték; libretto, Romani Felix, németül szabadon dolgozá Ott G., ford. Jakab István; Egyetemi Ny., Buda, 1838
- Donizetti Kajtán: A bájital. Víg daljáték; szöveg Felice Romani; Landerer Ny., Pest, 1838
- Bellini: Norma. Szomorú opera; szöveg Romani Felix, ford. Jakab István; Egyetemi Ny., Bp., 1839
- Bellini: Az alvajáró. Dalmű; szöveg Romani, ford. Deáky F. Sámuel [Deáki Filep Sámuel]; Wallishauser Ny., Bécs, 1841
- Bellini: Norma. Opera; szöveg Romani, ford. Szerdahelyi József; Pfeifer, Bp., 1886 (Magyar Királyi Operaház könyvtára)
- Donizetti Kajetán: Borgia Lucrezia. Dalmű; szöveg Romani Felix, ford. Jakab István; Pfeifer, Bp., 1886 (Magyar Királyi Operaház könyvtára)
- Gaetano Donizetti: Szerelmi bájital; szöveg Felice Romani, ford. Blum Tamás; Zeneműkiadó, Bp., 1965 (Operaszövegkönyvek)